# Havok (groupe)
Havok est un groupe de thrash metal américain originaire de Denver au Colorado. Le groupe est formé en 2004, et est actuellement composé de David Sanchez (chant et guitare rythmique), Pete Webber (batterie), Brett Rechtfertig (guitare) et Nick Schendzielos (basse). À ce jour, Havok a publié cinq albums studio: Burn (2009), Time Is Up (2011), Unnatural Selection (2013),  Conformicide (2017) et V (2020). 

## Biographie
David Sanchez et son camarade de classe, le batteur Haakon Sjoegren se sont rassemblés pour jouer du Metallica et d'autres musiques. Le duo s'est mis à chercher un guitariste en déployant des affiches dans la ville de Denver. Le guitariste Shawn Chavez a rejoint le groupe. Finalement, ils complètent leur première formation avec Marcus Corich à la basse. En 2004, Havok enregistre leur premier démo Thrash Can. En 2005, ils ont auto-produit un autre EP intitulé Murder by Metal. En 2007, Tyler Cantrell assume le rôle de bassiste et Rich Tice à la batterie. Le 19 septembre, avec cette nouvelle formation en place, Havok sort son premier EP auto-produit Pwn 'Em All. Le frère de Tyler, Justin Cantrell, également bassiste, l’a remplacé pour plusieurs tournées. En 2024, Reece Scruggs quitte le groupe afin d'avoir plus de temps pour lui, laissant sa place à Brett Rechtfertig 

## Membres

### Actuels
- David Sanchez : Voix, guitare
- Pete Webber : Batterie
- Brett Rechtfertig : Guitare, chœur
- Brandon Bruce

Basse, chœur

### Fondateurs
- David Sanchez : Voix, guitare
- Pete Webber : Batterie
- Reece Scruggs : Guitare, chœur
- Brandon Bruce

Basse, chœurs